# Leptogorgia pulcherrima
Leptogorgia pulcherrima är en korallart som beskrevs av Bielschowsky 1918. Leptogorgia pulcherrima ingår i släktet Leptogorgia och familjen Gorgoniidae. Inga underarter finns listade i Catalogue of Life.